# Clin d'œil (bande dessinée)
Pour les articles homonymes, voir Clin d'œil (homonymie).
Clin d’œil est une série de bande dessinée créé par Ernst dans Le Journal de Tintin. Elle lui a valu le prix Saint-Michel 1977 de l'espoir.

## Synopsis
Ces gags en une ou deux cases sont tout aussi bien des dessins humoristiques. Souvent peu de texte avec un dessin détaillé. La prouesse technique consiste à faire rire grâce à situation figée.

## Albums

### Série classique
- 1 Clin d'œil, Le Lombard, coll. Phylactère, Bruxelles, janvier 1981
Scénario, dessin et couleurs : Ernst
- 2 Deuxième Clin d'œil, Le Lombard coll. Phylactère, Bruxelles, janvier 1982
Scénario, dessin et couleurs : Ernst
- 3 Troisième Clin d'œil, Le Lombard, Phylactère, Bruxelles, février 1983
Scénario, dessin et couleurs : Ernst
- 4 Quatrième Clin d'œil, Le Lombard, Phylactère, Bruxelles, janvier 1984
Scénario, dessin et couleurs : Ernst
- 5 Cinquième Clin d'œil, Le Lombard, Phylactère, Bruxelles, janvier 1985
Scénario, dessin et couleurs : Ernst
- 6 Sixième Clin d'œil, Le Lombard, Phylactère, Bruxelles, mars 1986
Scénario, dessin et couleurs : Ernst
- 7 Septième Clin d'œil, Le Lombard  coll. Phylactère, Bruxelles, mars 1987
Scénario et dessin : Ernst et Francis Carin - Couleurs : Ernst -  (ISBN 2-8036-0610-0)
- 8 Clin d'œil 8, Le Lombard, Bruxelles, janvier 1988
Scénario, dessin et couleurs : Ernst
- 9 Ciel, mon Paris !, Éditions de la Sablière, Paris, janvier 1990
Scénario, dessin et couleurs : Ernst
- 10 L'Europe en douce, Éditions de la Sablière, Paris, mars 1991
Scénario, dessin et couleurs : Ernst

### Compilations
- Les Meilleurs gags de Clin d'œil, Le Lombard, Bruxelles, juin 1989
Scénario, dessin et couleurs : Ernst